# Thunder Road (pjesma)
"Thunder Road" je pjesma Brucea Springsteena s njegova albuma Born to Run iz 1975. Konstantno se navodi kao jedna od najboljih Springsteenovih pjesama i jedna od najvećih rock pjesama svih vremena.

## Povijest
Pjesma je tokom nastanka prošla mnoge izmjene pa se tako u početku zvala "Wings For Wheels", a prvi je put izvedena 5. veljače 1975. u The Main Pointu u Bryn Mawru. Ta fraza kasnije će se naći u tekstu pjesme.

## Stihovi i glazba
Stihovi pjesme opisuju mladu ženu zvanu Mary, njezina dečka, njihove beznadne živote i njihovu posljednju priliku da nešto ostvare. Tematski je vezana uz "Born to Run" s istog albuma.
Glazbeno, pjesma počinje tihim uvodom na klaviru i usnoj harmonici; Springsteen je mnogo godina kasnije u dokumentarcu Wings For Wheels rekao kako je uvod trebao biti dobrodošlica u pjesmu i album, s tim da se aranžman pjesme postupno pojačava u tempu i dinamici. Naslovna fraza ne koristi se sve do sredine pjesme, a zatim se ponavlja. Konačno, nakon završnog stiha slijedi duet saksofona i klavira.
Naslov pjesme potječe od filma Thunder Road s Robertom Mitchumom. Springsteen je rekao kako je na neki način bio inspiriran filmom: "Nisam pogledao film, samo sam vidio poster u predvorju kina."

## Priznanja
2004. je svrstana na prvo mjesto "885 najvećih pjesama svih vremena" u izboru WXPN-a (javne radijske postaje Sveučilišta Pennsylvania). Rolling Stone ju je uvrstio na 86. poziciju 500 najboljih pjesama svih vremena. U izboru "1001 najveće pjesme svih vremena" časopisa Q 2003. pjesma je završila na 226. poziciji. Pjesma se našla u knjizi 31 pjesma britanskog pisca Nicka Hornbyja.

## U glazbi i popularnoj kulturi
"Thunder Road" su obradili mnogi glazbenici kao što su Melissa Etheridge, Cowboy Junkies, Badly Drawn Boy, Mary Lou Lord i Bonnie 'Prince' Billy s Tortoiseom.
U filmu Istraživači s Riverom Phoenixom i Ethanom Hawkeom, ime svemirskog broda kojeg konstruiraju od vrtuljka zove se "Thunder Road".
U epizodi serije Kralj Queensa, Doug svira usnu harmoniku, a zatim upita Spencea "zvuči li kao Thunder Road".
U videoigri Rock Band 2, odjevni predmet koji igrač može kupiti u Rock Shopu zove se Thunder Road. Referirajući se na stihove pjesme, na odjeći piše: "You got a guitar. You learned to make it talk. Slip on this jacket if you're ready for the long walk."
U romanu High Fidelity Nicka Hornbyja, protagonist Rob Fleming svrstava "Thunder Road" na popis svojih pet omiljenih pjesama s A strane.

## Nastavak
Nakon objavljivanja albuma Born to Run, Springsteen je napisao nastavak "Thunder Road" nazvan "The Promise" koja eksplicitno spominje prvu pjesmu imenom, ali otkriva daleko pesimističniji pogled na pripovjedačev život i budućnost. Iako rane studijske snimke nikad nisu objavljene, "The Promise" je ušla u legendu kroz koncertne izvedbe na turneji iz 1978. 1999. je ponovno snimljena i objavljena na albumu 18 Tracks.

## Povijest koncertnih izvedbi
"Thunder Road" je jedna od Springsteenovih najizvođenijih pjesama. Tijekom turneja Born to Run od 1974. do 1977., Springsteen je uvijek izvodio "Thunder Road" samo uz pratnju klavira; primjer se može naći na koncertnom albumu Hammersmith Odeon London '75. Pjesma je tek krajem turneje počela biti izvođena u cjelovitom aranžmanu. Kasnije, na turneji iz 1978., pjesma se pojavila više puta, a obično je Springsteen radio uvod s pričom o tome zašto ju je napisao. Pjesma je izvođena uz cijeli sastav sve do Other Band Toura iz 1992. i 1993. gdje se pojavila u verziji s akustičnom gitarom i klavijaturama u pozadini.
Pjesma je nakon toga nestala sa Springsteenovih koncerata sve do ponovnog pojavljivanja 1999. na Reunion Touru. Iako je redovito bila izvođena na The Rising Touru i koncertnom DVD-u Live in Barcelona, pjesma se zatim rijetko pojavljivala na Devils & Dust Touru, ovaj put na klaviru. Tijekom Sessions Band Toura nije izvođena, a ponovno se pojavila na Magic Touru 2007. i 2008.
14. lipnja 2008. na Millenium Stadiumu u Cardiffu, Springsteen je posvetio pjesmu televizijskom novinaru i odvjetniku Timu Russertu, svojem dugogodišnjem obožavatelju koji je iznenada umro prethodnog dana. 18. lipnja 2008., Springsteen je preko satelitske veze izveo pjesmu na akustičnoj gitari za Russertovu komemoraciju u Washingtonu.

## Vanjske poveznice
- Stihovi "Thunder Road"  Arhivirana inačica izvorne stranice od 11. svibnja 2008. (Wayback Machine) na službenoj stranici Brucea Springsteena